# Testa (famille)
 (octobre 2023).
Si vous disposez d'ouvrages ou d'articles de référence ou si vous connaissez des sites web de qualité traitant du thème abordé ici, merci de compléter l'article en donnant les références utiles à sa vérifiabilité et en les liant à la section « Notes et références ».
Pour les articles homonymes, voir Testa.
Ne doit pas être confondu avec Teesta.
La famille Testa est une famille d'origine génoise qui a donné une dynastie de jeunes de langues, de drogmans, de consuls et de diplomates.
Ses membres ont servi l'Allemagne, l'Angleterre, l'Autriche, l'Empire ottoman, la France, les Pays-Bas, la Prusse, la république de Gênes, la république de Venise, la Russie, la Suède et la Toscane.

### Source
- Marie de Testa & Antoine Gautier, Drogmans et diplomates européens auprès de la Porte ottomane, éditions ISIS, Istanbul, 2003, p. 129-147, 187-190, 361-377, 379-399, 401-419.